# IBM 1130
IBM 1130是IBM公司1965年推出的迷你電腦，是IBM 1620後繼機種，採用IBM System/360架構。低價格使機種暢銷於美國日本。

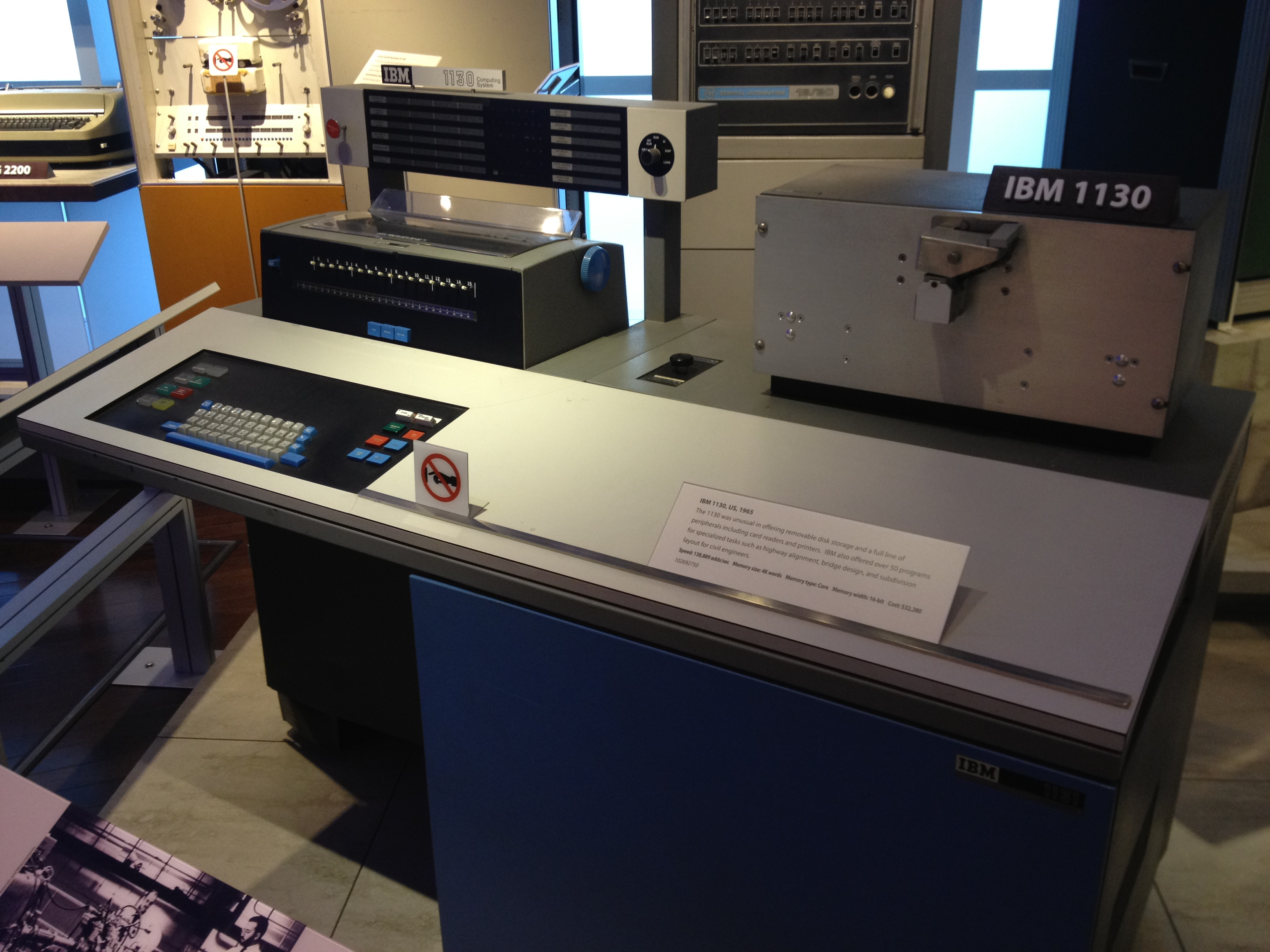
主控台和燈號顯示器、打孔機

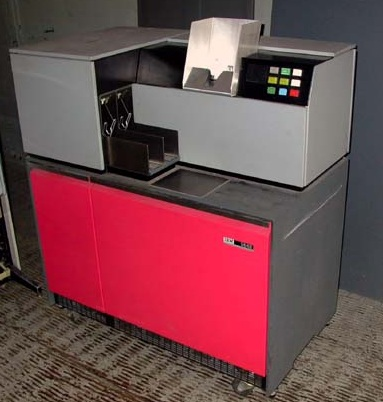
IBM1442打孔讀取器

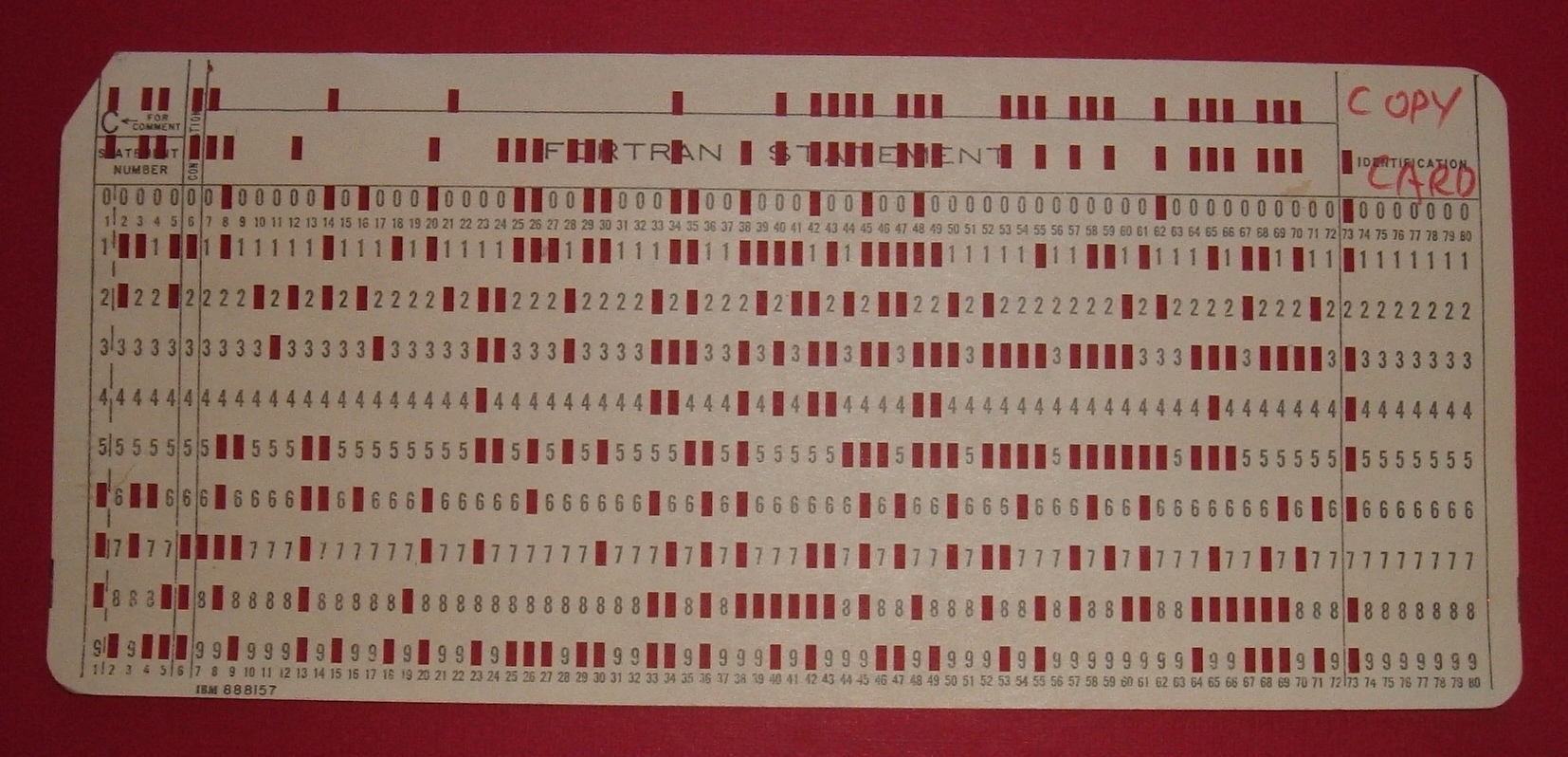
輸出的打孔卡

主要由以下構件組成
- IBM 1131中央處理主機
- IBM 1442 打孔讀取裝置
- IBM 1132 印表機
- IBM 1403 印表機
- IBM 2311 硬碟
- IBM 2250 燈號顯示器
- IBM 1130 終端機
- IBM 1627 圖形印表機[1]